# Kopytowskie
Kopytowskie – część wsi Kuźniaki w Polsce położona w województwie świętokrzyskim, w powiecie kieleckim, w gminie Strawczyn.
W latach 1975–1998 Kopytowskie administracyjnie należała do województwa kieleckiego.